# 清渓川
清渓川（チョンゲチョン）は、韓国ソウル特別市の中心部を流れる小さな川。漢江水系の中浪川の支流である。

## 歴史

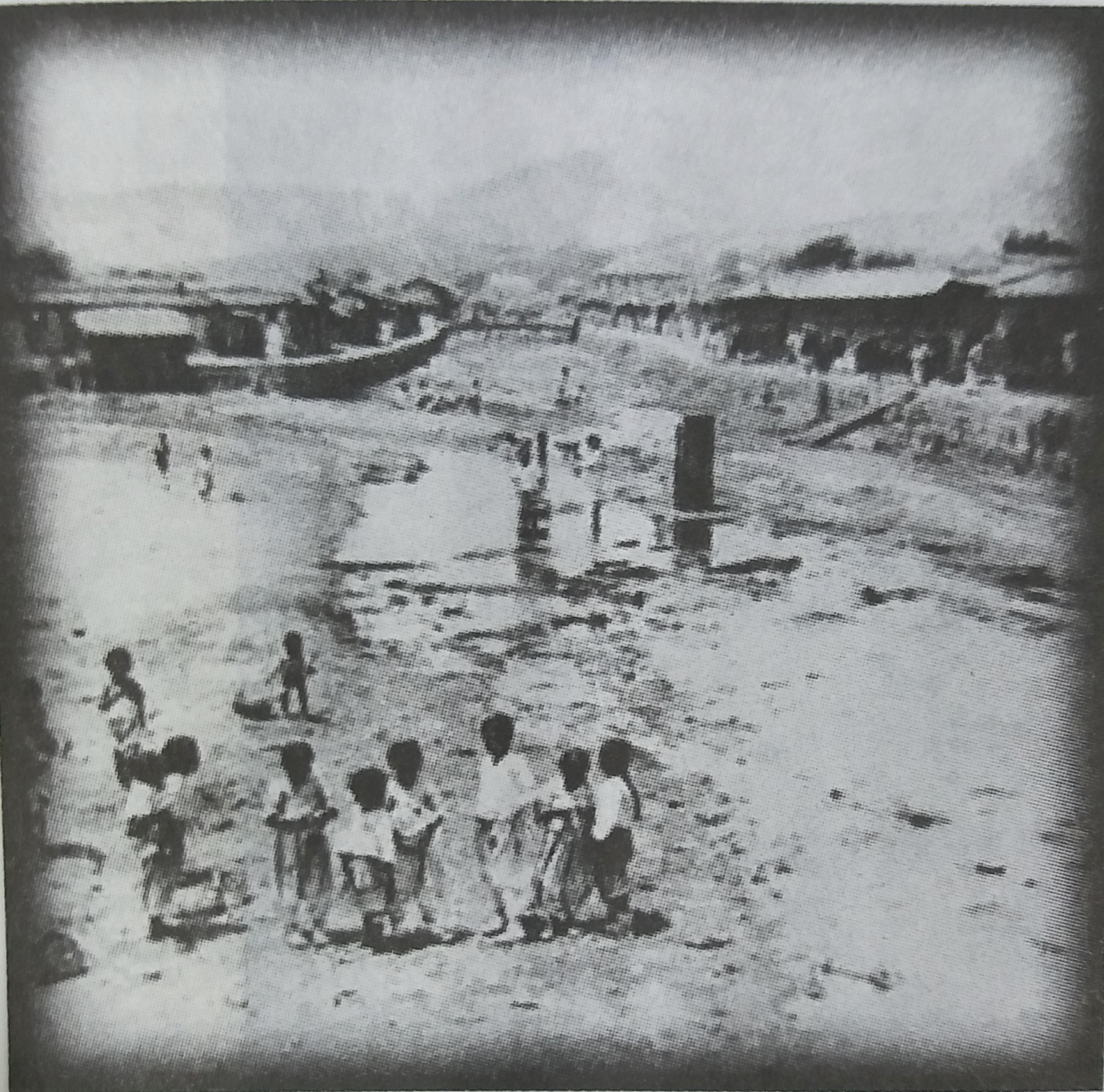
1904年の清渓川

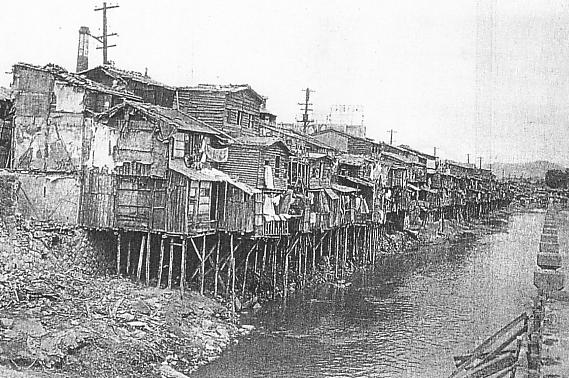
日本統治時代（1910年～1945年）の清渓川

もと自然河川として存在していた当河川は、李氏朝鮮初期以来、中下流域を中心に開削整備され、周辺住民の生活排水が流入することも想定した排水路として利用されており開川（ケチョン）と呼ばれ、浚渫・護岸工事がたびたび行われている。1950年代から1960年代の韓国の経済成長・都市開発に伴いさらに水質汚濁が悪化し、また川岸に朝鮮戦争の避難民などがスラムを形成していた。このためソウル市当局は清渓川を暗渠化し住民を強制移住させるとともに、暗渠の上を通る清渓高架道路を1971年に完成させた。
その後、2000年代に入り市民の署名などにより清渓川復元の世論が高まったことを受け、2003年7月から2005年9月にかけて、老朽化の進行していた清渓高架道路の撤去と同時に河川の復元工事が行われた（全長約5.8km）。河川の清掃・地下鉄駅舎等から出る地下水を放流するなどの水質浄化対策や親水施設の整備を行った結果、市民の憩いの場となった。
交通事情を考慮して周辺の主要道路などの拡張整備も行われたため、清渓高架道路を撤去した後でも大きな交通問題は生じていない（ブライスのパラドックス）。
清渓川の復元はテレビ番組「素敵な宇宙船地球号」でも取り上げられている。

## 水質
2010年8月16日にソウル市が発表した水質調査の結果によれば、年平均の大腸菌数において、韓国で水遊びが可能となる基準を上回ることが発表された。ソウル市当局の説明によれば、市内の下水道の構造上、一時的に未処理の下水が川へ流れ込む場合があり、大腸菌数が増える時期があるという。

## ギャラリー

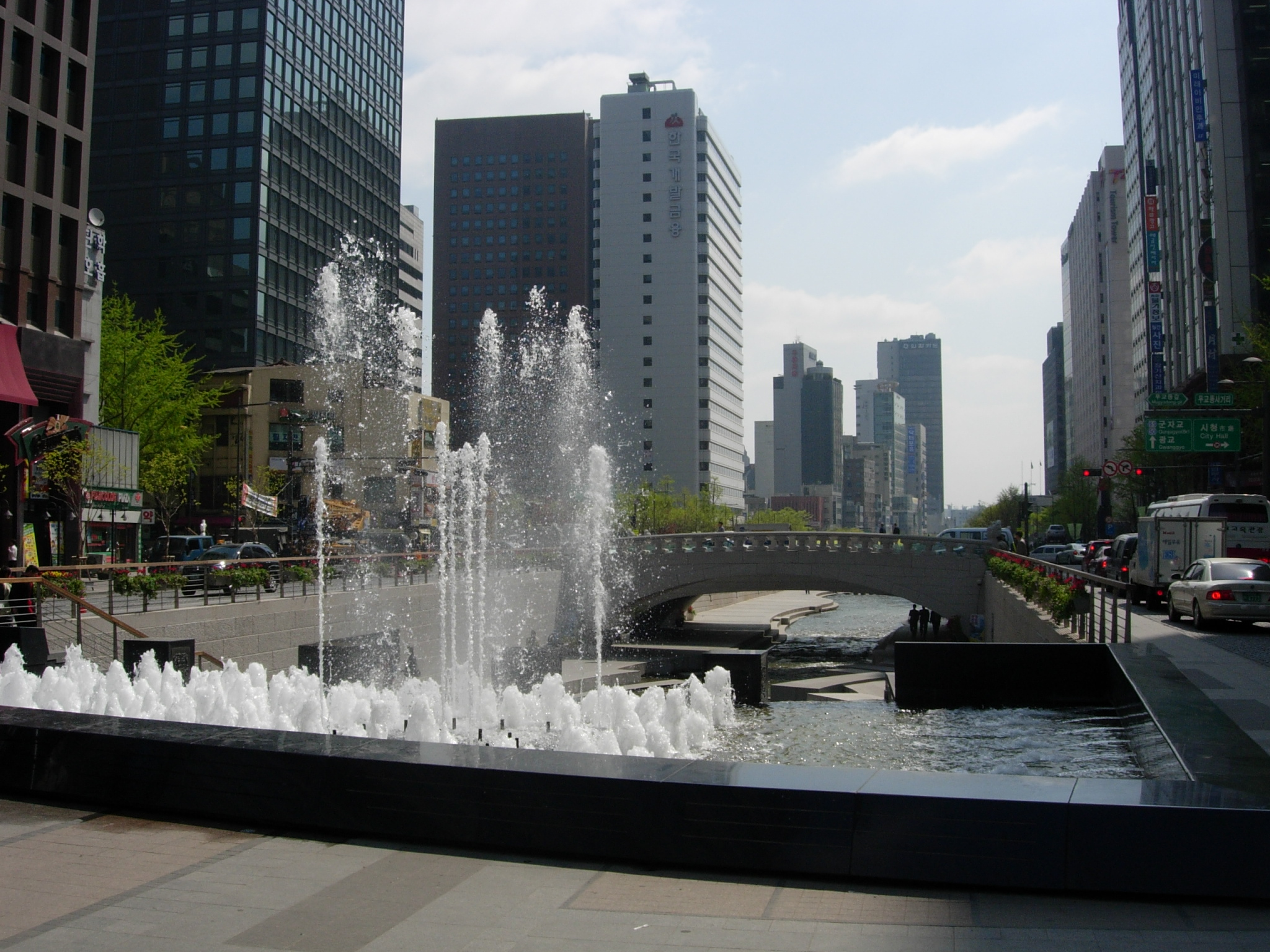
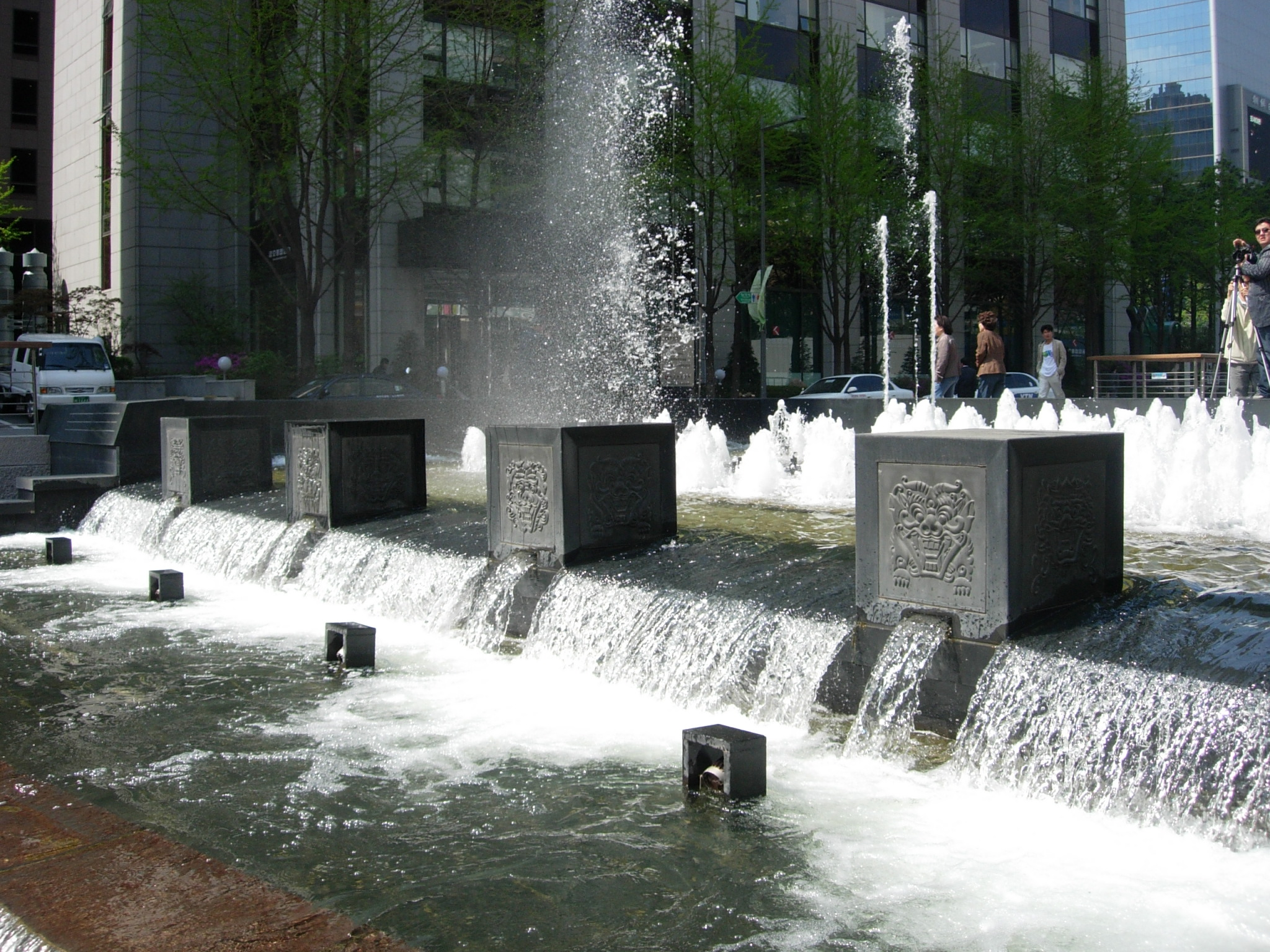
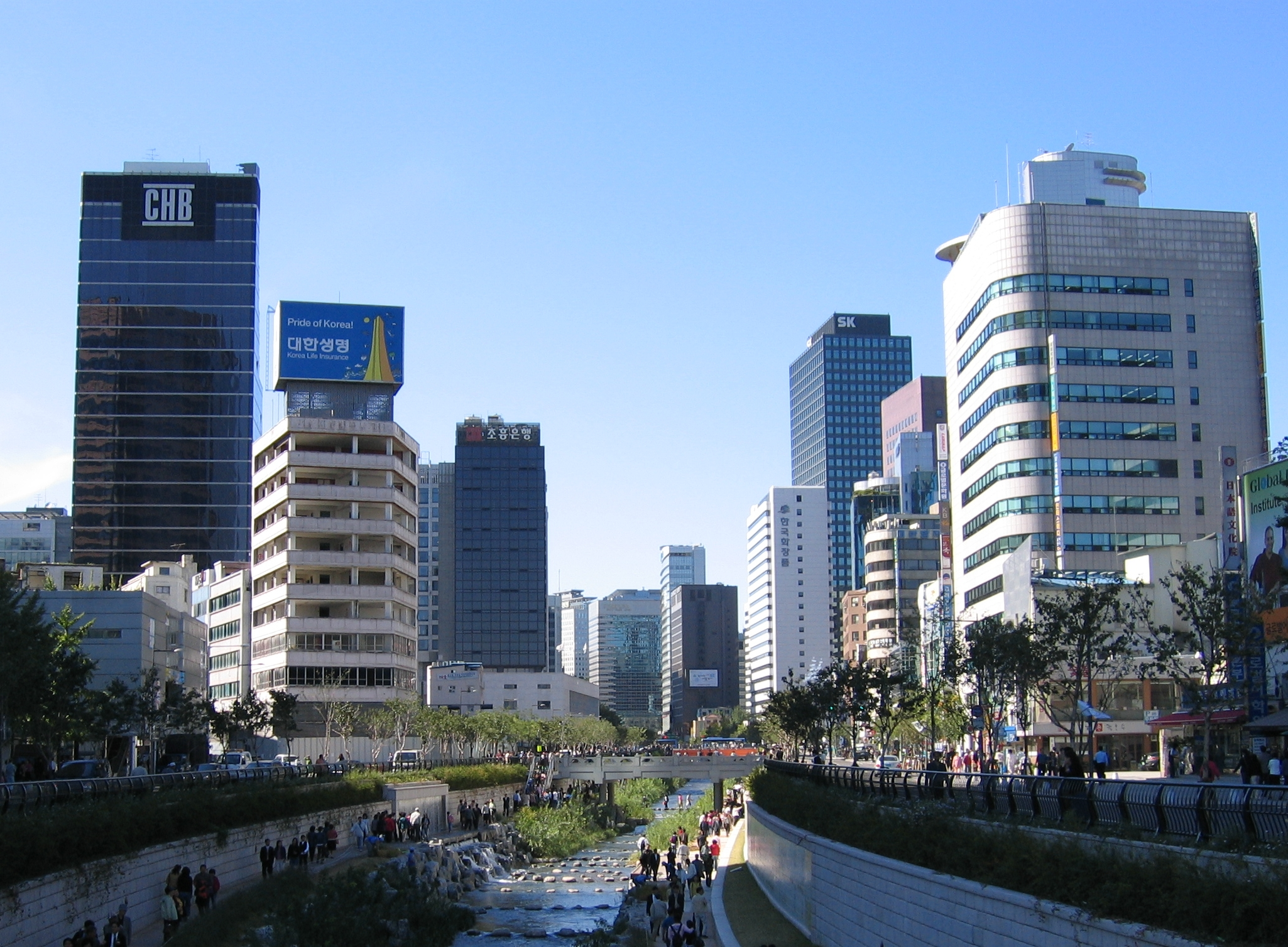
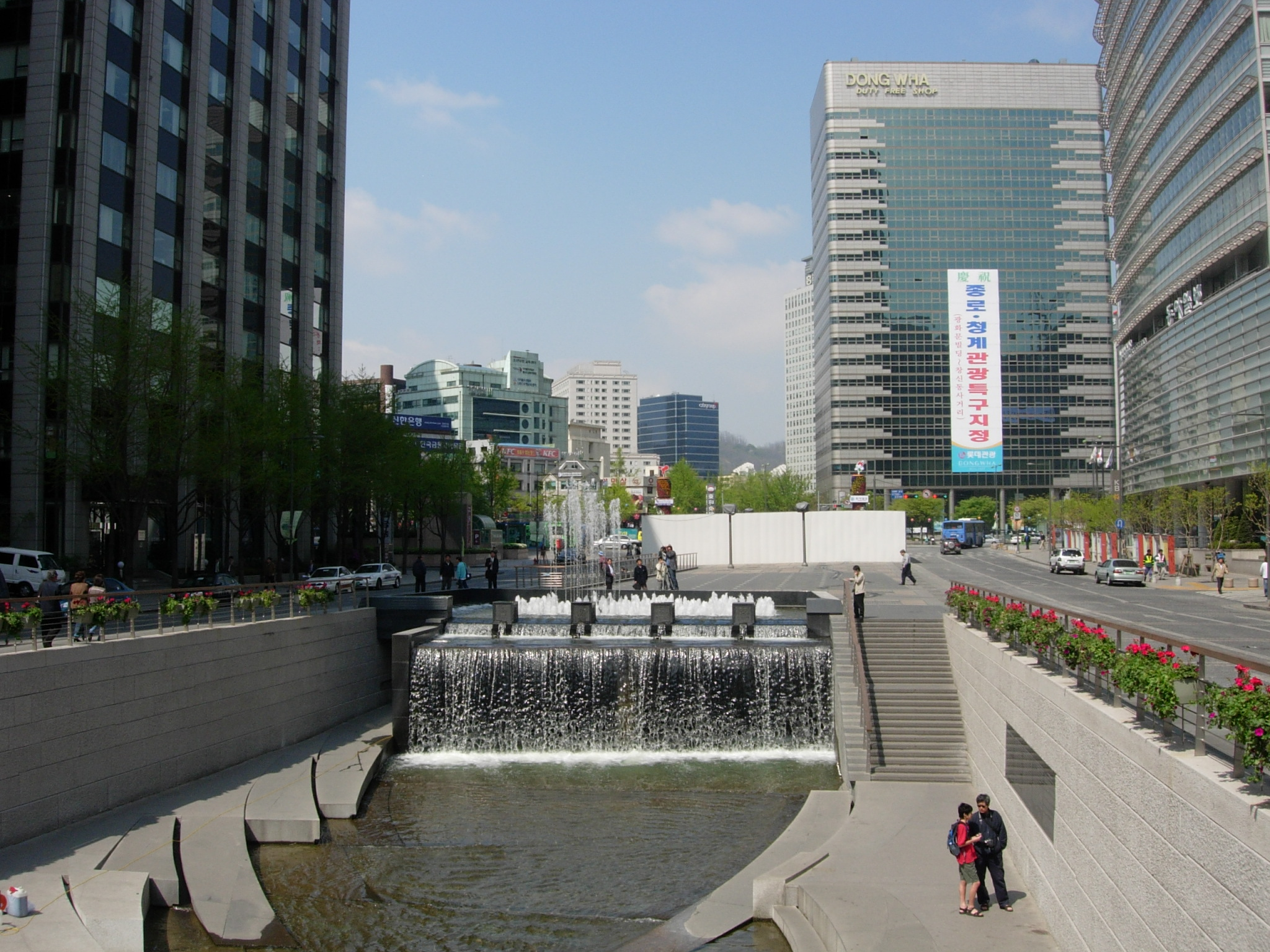
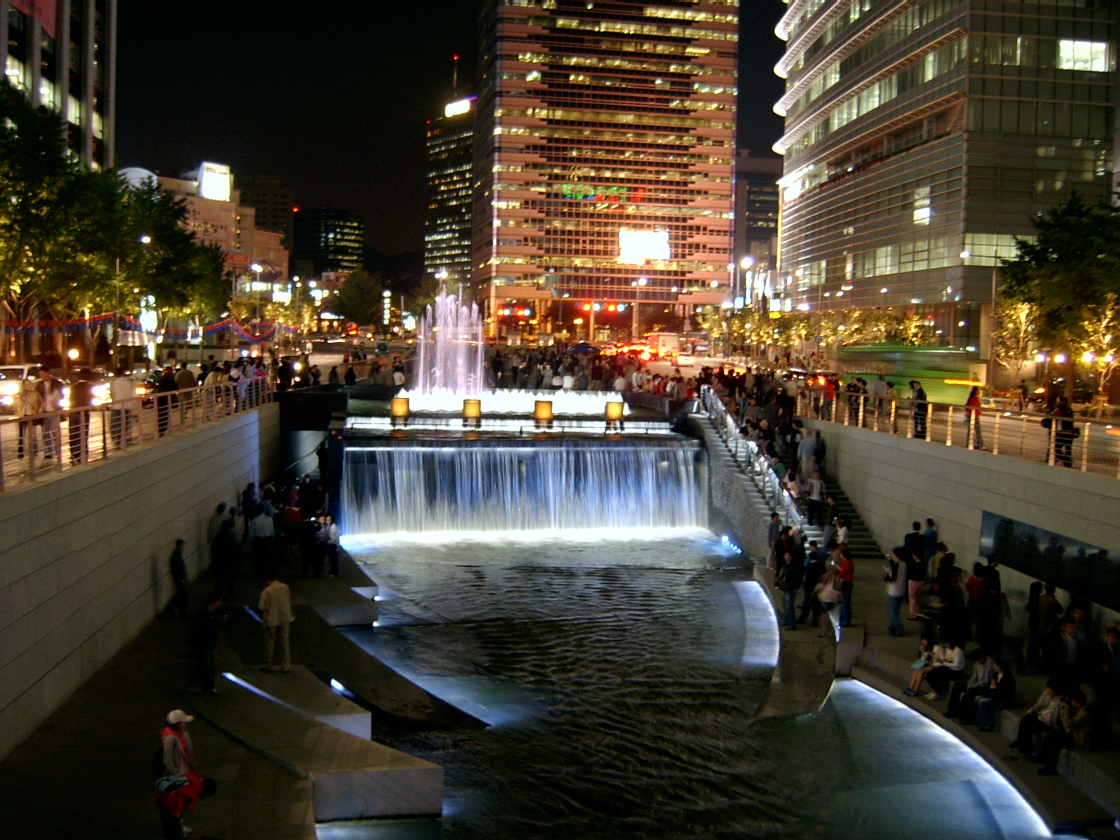
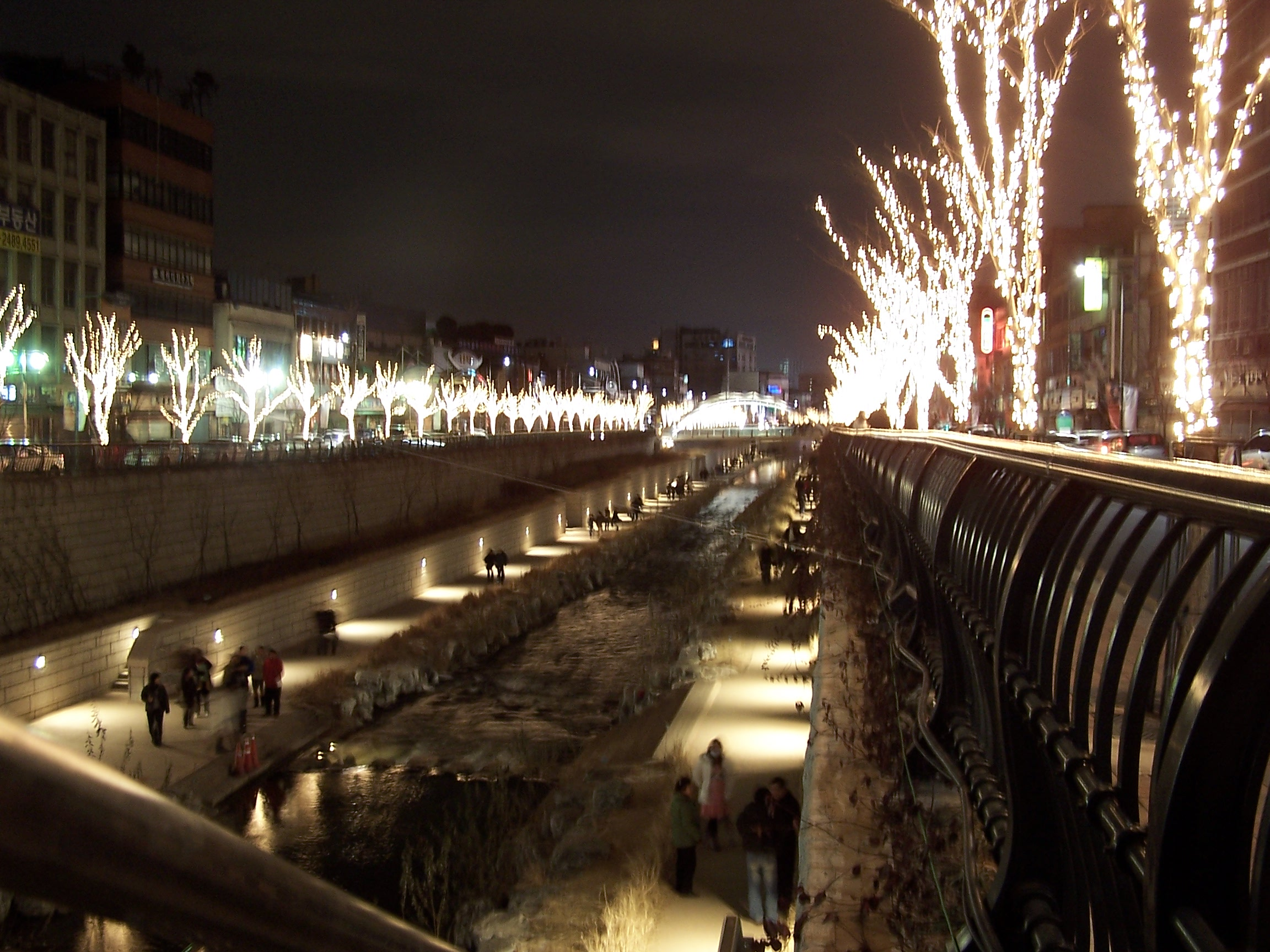
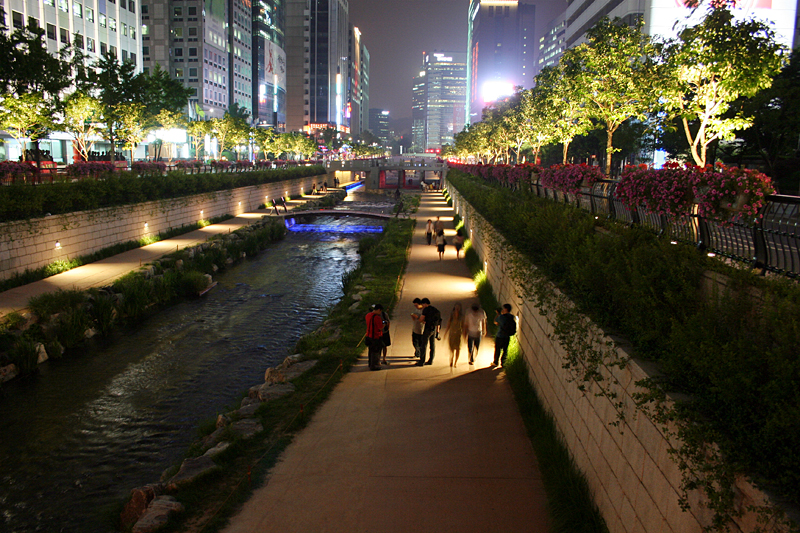